# Gábor Király
Gábor Ferenc Király [ˈɡaːbor ˈkiraːj] (* 1. April 1976 in Szombathely) ist ein ehemaliger ungarischer Fußballtorwart. Er stand zuletzt bei Haladás Szombathely unter Vertrag, bestritt 108 Länderspiele für die A-Nationalmannschaft Ungarns und war damit bis 2022 ungarischer Rekordnationalspieler. Király ist nach Pepe der bisher zweitälteste Spieler, der aktiv an einer EM-Endrunde teilnahm.

## Karriere

### Vereine

#### Haladás Szombathely
Gábor Király spielte ab 1993 für Haladás Szombathely in der NB I. In seinem ersten Profijahr erlebte er seinen ersten Abstieg. Allerdings gelang nach einer Saison in der NB II. der sofortige Wiederaufstieg. Király hütete auch in den beiden folgenden Spielzeiten in der NB I. das Tor des Teams aus seiner Geburtsstadt. Bis 1997 stand er 96-mal im Tor von Haladás Szombathely.

#### Hertha BSC
Zur Spielzeit 1997/98 schloss Király sich dem deutschen Bundesligisten Hertha BSC an. Nach einigen Unsicherheiten in den ersten Spielen wurde er erster Torwart. Bekannt wurde er auch durch seine graue Schlabberhose, die Ausrüster Nike später ins Merchandiseprogramm aufnahm. In der Saison 1998/99 war er statistisch der beste Torhüter der Bundesliga: Er hatte die wenigsten Gegentore kassiert und die meisten Großchancen vereitelt. Somit hatte er Anteil am erfolgreichen Abschneiden der Berliner (Platz drei). In der Bundesliga hütete er 198-mal das Tor der Herthaner, er kam neunmal im Ligapokal und 13-mal im DFB-Pokal zum Einsatz. Im UEFA-Pokal wurde er 20-mal eingesetzt und in der Saison 1999/2000 bestritt er für Hertha – inklusive Qualifikation – zwölf Champions-League-Spiele.

#### Crystal Palace
Nach der Winterpause der Saison 2003/04 wurde er vom Ersatztorwart Christian Fiedler abgelöst. Man diagnostizierte bei ihm eine schwere Depression und er verließ den Verein zum damaligen englischen Erstligisten Crystal Palace aus London. Anschließend gelang es ihm, die Depressionen durch Unterstützung des ungarischen Torhüters Gyula Grosics zu überwinden. In der Saison 2004/05 bestritt er für Crystal Palace insgesamt 32 Premier-League-Spiele und galt als einer der besten Torhüter der Liga, konnte jedoch den Abstieg des Londoner Clubs nicht verhindern.
Vom 23. November bis 11. Dezember 2006 wurde er für drei Spiele an West Ham United ausgeliehen, jedoch saß er bei allen drei Spielen nur auf der Bank und kehrte ohne Einsatz zu Crystal Palace zurück. Zwei Tage später wurde er für einen Monat an Aston Villa in der Premier League ausgeliehen, da beide Torhüter verletzungsbedingt ausschieden. Sein Debüt für den Klub aus Birmingham gab er am 16. Dezember 2006 gegen die Bolton Wanderers im heimischen Villa Park und bestritt später noch vier Premiership-Spiele sowie ein FA-Cup-Spiel für den Verein. Sein letztes Spiel für Aston Villa bestritt er bei der 1:2-Niederlage gegen Manchester United im FA Cup am 7. Januar 2007 und wurde dort durch einen Patzer in der Nachspielzeit zum Pechvogel. Am 12. Januar 2007 kehrte er zu Crystal Palace zurück und wurde dort wieder Stammtorwart. Insgesamt stand Király bei 114 Ligaspielen im Tor der Londoner.

#### FC Burnley
Im Sommer 2007 wechselte Király zum FC Burnley, der ebenso im Football League Championship spielte. In der Saison 2007/08 wurde er dort 27-mal eingesetzt. In der Hinrunde der folgenden Spielzeit wurde er nicht eingesetzt; zur Rückrunde wurde er bis Saisonende an den Bundesligisten Bayer 04 Leverkusen ausgeliehen. Dort wurde er als Ersatztorwart hinter René Adler Vize-DFB-Pokalsieger. Damit war er in der Saison 2008/09 zu keinem Einsatz im Profifußball gekommen.

#### TSV 1860 München
Zur Saison 2009/10 wechselte Király zum deutschen Zweitligisten TSV 1860 München, bei dem er einen Zweijahresvertrag mit Option auf ein weiteres Jahr unterschrieb. Trainer Ewald Lienen vertraute ihm sofort die Position des Stammtorhüters an, Philipp Tschauner und Michael Hofmann, die sich in den vorangegangenen Spielzeiten regelmäßig im Tor abgewechselt hatten, hatten das Nachsehen. Mit Ausnahme der letzten Ligapartie hütete Király in seinem ersten Jahr in München in allen Pflichtspielen das Tor des TSV. Auch in seinem zweiten Jahr in München absolvierte er 33 Ligaspiele, nur im letzten Heimspiel hütete Tschauner das Tor.
In der Saison 2011/12 war Király als Stammtorwart vor Timo Ochs, der als Ersatz für Tschauner verpflichtet worden war, gesetzt. Nach dem Heimspiel gegen Eintracht Frankfurt am 26. November 2011 zeichnete ihn der Kicker als Mann des 16. Spieltages aus, nachdem er im Spiel mehrere Großchancen der Frankfurter vereitelt hatte. Am 19. Spieltag, dem letzten vor der Winterpause, musste Király pausieren, nachdem er sich im Training einen Muskelfaserriss zugezogen hatte. Nach der Winterpause bestritt er bis auf eine Partie, in der Nachwuchstorhüter Vitus Eicher zu seinem ersten Einsatz kam, alle Spiele.
Auch in der Saison 2012/13 war Király Stammtorwart und wurde in allen Ligaspielen eingesetzt. Am ersten und am fünften Spieltag wurde Király vom Kicker zum Mann des Spieltages gewählt. Im Dezember 2013 wurde seine Vertragslaufzeit vorzeitig bis 2015 verlängert mit einer leistungsbezogenen Option für ein weiteres Jahr.
Zur Saison 2014/15 verpflichtete der TSV 1860 mit Stefan Ortega Moreno einen vierten Torhüter für die erste Mannschaft. Király hütete in den ersten beiden Spielen das Tor, wurde jedoch anschließend durch Ortega ersetzt, nachdem er aufgrund von Handgreiflichkeiten gegenüber Abwehrspieler Gary Kagelmacher bei der Niederlage gegen RB Leipzig vorübergehend vom Spiel- und Trainingsbetrieb der ersten Mannschaft ausgeschlossen worden war.
Für den TSV 1860 München bestritt Király 168 Ligaspiele, zehnmal wurde er im deutschen Pokalwettbewerb eingesetzt.

#### FC Fulham
Ende August 2014 verließ Király die Münchener und schloss sich für zunächst eine Saison dem FC Fulham an. Sein erstes Spiel für den FC Fulham absolvierte er am 13. September 2014 gegen den FC Reading.

#### Haladás Szombathely
Nach einem Jahr kehrte er nach Ungarn zurück und unterschrieb bei seinem damaligen ersten Profiklub, Haladás Szombathely. In der Saison 2018/19 stieg er mit der Mannschaft, die er in den meisten seiner Einsätze als Kapitän anführte, als Tabellenletzter ab, sie war zehn Jahre lang erstklassig gewesen.

### Karriereende
Nach 26 Jahren als Profi gab der 43-jährige Király Ende Mai 2019 das Ende seiner aktiven Karriere bekannt.

### Nationalmannschaft
Király kam bereits in der ungarischen U-19-Nationalmannschaft siebenmal zum Einsatz, zehnmal lief er für die U-21 auf. In der A-Nationalmannschaft spielte er bis 2006 in 70 Partien. Nach der 1:2-Niederlage am 11. Oktober 2006 in Valletta gegen Malta wurde er nicht mehr in die Nationalelf berufen. Am 12. August 2009 stand er wieder im Aufgebot der Nationalmannschaft, kam bei der 0:1-Niederlage gegen Rumänien jedoch nicht zum Einsatz. Am 14. November 2009 wurde er beim Spiel gegen Belgien nach über drei Jahren zum 71. Mal in der Nationalelf eingesetzt. Danach kam er wieder regelmäßig im ungarischen Tor zum Einsatz und absolvierte am 12. November 2015 beim Hinspiel in den Playoffs zur Europameisterschaft 2016 gegen Norwegen sein 100. Länderspiel für Ungarn. Dieses Spiel gewann Ungarn mit 1:0 und das Rückspiel mit 2:1, womit sich der mittlerweile 39-jährige Király mit der Mannschaft für die Teilnahme an der EM-Endrunde in Frankreich qualifizierte. Mit seinem 101. Länderspieleinsatz zog er dabei mit József Bozsik als Rekordnationalspieler Ungarns gleich. Am 20. Mai 2016 wurde er mit seinem 102. Länderspiel alleiniger Rekordhalter. Seit dem 14. Juni 2016 ist er mit 40 Jahren und 74 Tagen der älteste bei einer Europameisterschaft eingesetzte Spieler. Diesen Rekord hielt zuvor Lothar Matthäus.
Bei der Europameisterschaft 2016 in Frankreich wurde er als Stammtorwart in das Aufgebot Ungarns aufgenommen und stand bei der ersten Partie gegen Österreich im Tor. Er löste damit Lothar Matthäus als ältesten Spieler bei einer EM-Endrunde ab. Beim zweiten Spiel gegen Island konnte er in der 38. Minute einen Ball nicht festhalten und bei dem anschließenden Abwehrversuch seines Mitspielers Tamás Kádár kam ein Isländer zu Fall, worauf der Schiedsrichter auf Strafstoß entschied. Diesen konnte der Isländer Gylfi Sigurðsson verwandeln. In den Schlussminuten erreichten die Ungarn aber noch den Ausgleich durch ein Eigentor des Isländers Birkir Már Sævarsson. Durch das 3:3-Unentschieden im dritten Vorrunden-Spiel gegen Portugal, erreichte Király mit den Ungarn als Gruppensieger das Achtelfinale, das jedoch mit 0:4 gegen Belgien verloren ging. Am Tag des Ausscheidens war er 40 Jahre und 86 Tage alt und setzte damit den bis dato neuen Wert für den ältesten EM-Spieler. Als solcher wurde er bei der EM 2024 vom portugiesischen Spieler Pepe überholt. Am 3. August 2016 gab er seinen Rücktritt aus der ungarischen Nationalmannschaft bekannt.

## Erfolge und Auszeichnungen

### Erfolge

#### Hertha BSC
- DFB-Ligapokal: 2001, 2002

### Auszeichnungen
- Goldener Ball in Ungarn: 1998, 1999, 2000, 2001, 2015
- Ungarns Fußballer des Jahres: 1998, 2015, 2016
- Ungarns Torhüter des vergangenen Jahrzehnts: 2010[14]
- 3. Platz bei der Wahl zu Ungarns Spieler des Jahrzehnts: 2010
- Wahl als Torhüter in die Jahrhundertelf von Hertha BSC durch die Fans 2003[15]

### Rekorde
- Ungarischer Rekordnationalspieler von 2016 bis 2022 (108 Länderspiele)

## Privates
Király ist verheiratet und hat zwei Kinder. Er ist zudem Ehrenbürger der Stadt Szombathely.

## Trivia

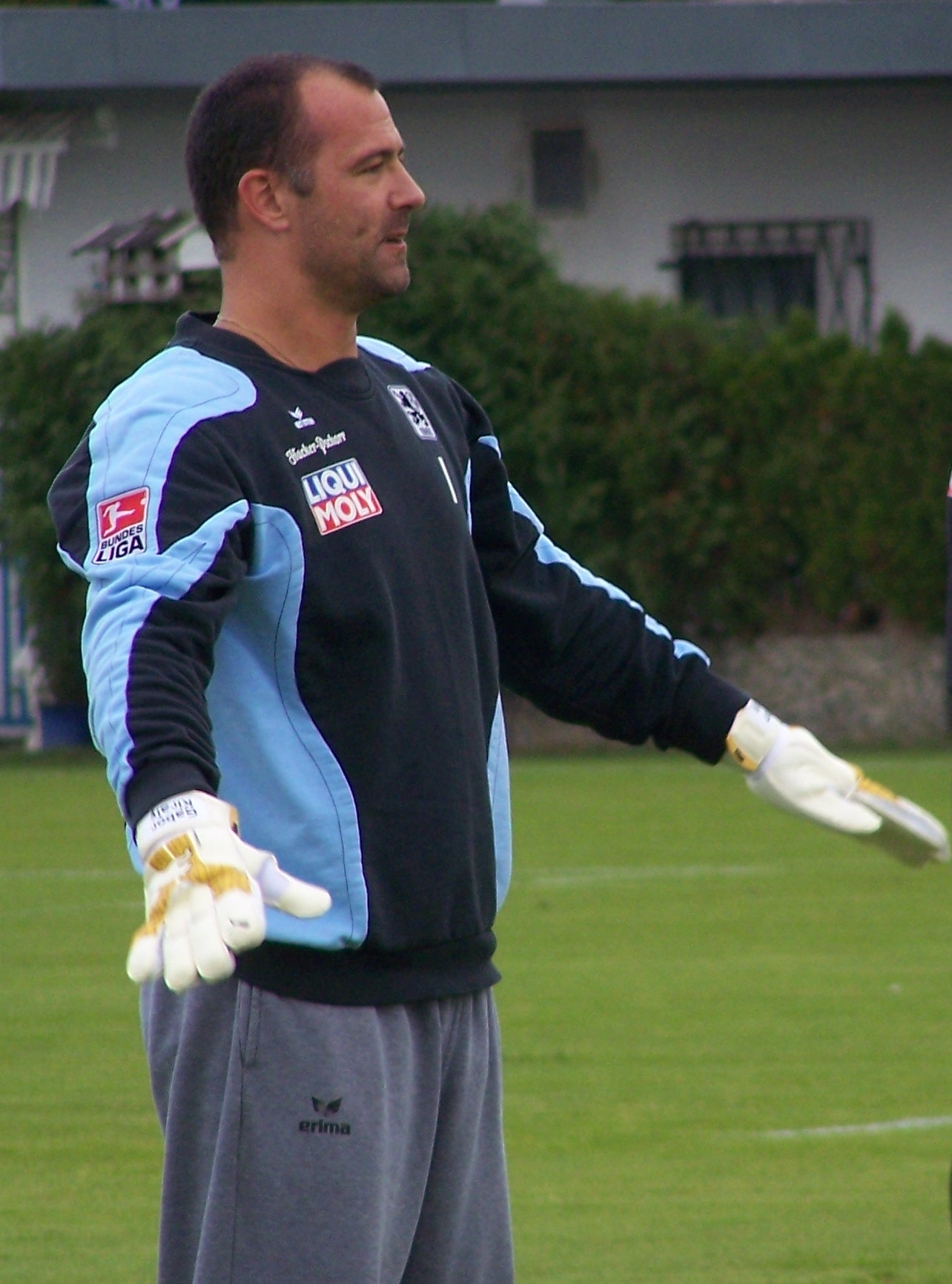
Király im Training (2009)

Király trug in Spielen und im Training stets weite, oft als „schlabbrig“ bezeichnete graue Jogginghosen. Wegen des ungewöhnlichen Kleidungsstücks und seiner langen Karriere bekam er in den Medien häufig Spitznamen wie z. B. „die ewige Jogginghose“. Ein typisches Modell dieser Hosen war im Fanshop des TSV 1860 München als „Hose Kiraly“ im Angebot.